# Tabanus impertinens
Tabanus impertinens är en tvåvingeart som beskrevs av H. Oldroyd 1954. Tabanus impertinens ingår i släktet Tabanus och familjen bromsar. Inga underarter finns listade i Catalogue of Life.